# Haplochromis macrognathus
Haplochromis macrognathus är en fiskart som beskrevs av Regan 1922. Haplochromis macrognathus ingår i släktet Haplochromis och familjen Cichlidae. IUCN kategoriserar arten globalt som akut hotad. Inga underarter finns listade i Catalogue of Life.